# El Pozo (Sinaloa)
El Pozo (dt. Der Brunnen) ist ein Ort im mexikanischen Bundesstaat Sinaloa. Er gehört zum Municipio Culiacán.
Die mittlere Höhe der Ortschaft über dem Meeresspiegel beträgt 140 Meter.

## Geschichte
El Pozo wurde nach dem Ende der mexikanischen Revolution von 1910 gegründet.

## Bevölkerung
Die Bevölkerung beträgt etwa 700 Einwohner. Der Ort hat seit 2006 einen steten Rückgang der Einwohnerzahl zu verkraften aufgrund der Migration in die städtischen Zentren und in die Vereinigten Staaten als Folge von Gewalt und Mangel an Beschäftigungsmöglichkeiten.
In der Stadt gibt es 359 Männer und 363 Frauen. Die Fruchtbarkeitsrate beträgt 3,94 Kinder pro Frau. Von der Gesamtbevölkerung stammen 6,09 % von außerhalb des Bundesstaates Sinaloa. 8,59 % der Bevölkerung sind Analphabeten (10,58 % der Männer und 6,61 % der Frauen). Das Bildungsniveau beträgt 5,69 (5,44 bei Männern und 5,94 bei Frauen). 26,73 % der Bevölkerung über 12 Jahre sind beschäftigt (44,01 % der Männer und 9,64 % der Frauen).
In El Pozo gibt es ca. 183 Haushalte. Von diesen Haushalten sind 186 Wohnhäuser oder Wohnungen, 64 sind ohne Stock und etwa 14 bestehen nur aus einem Raum. 155 der normalen Haushalte haben sanitäre Anlagen, 151 sind an die öffentliche Wasserversorgung angeschlossen, 175 haben Zugang zu Elektrizität. Die Wirtschaftslage erlaubt 2 Haushalten einen Computer zu besitzen, 100 besitzen eine Waschmaschine und 164 Haushalte sind mit einem oder mehreren Fernsehgeräten ausgestattet.